# سقام الغابات

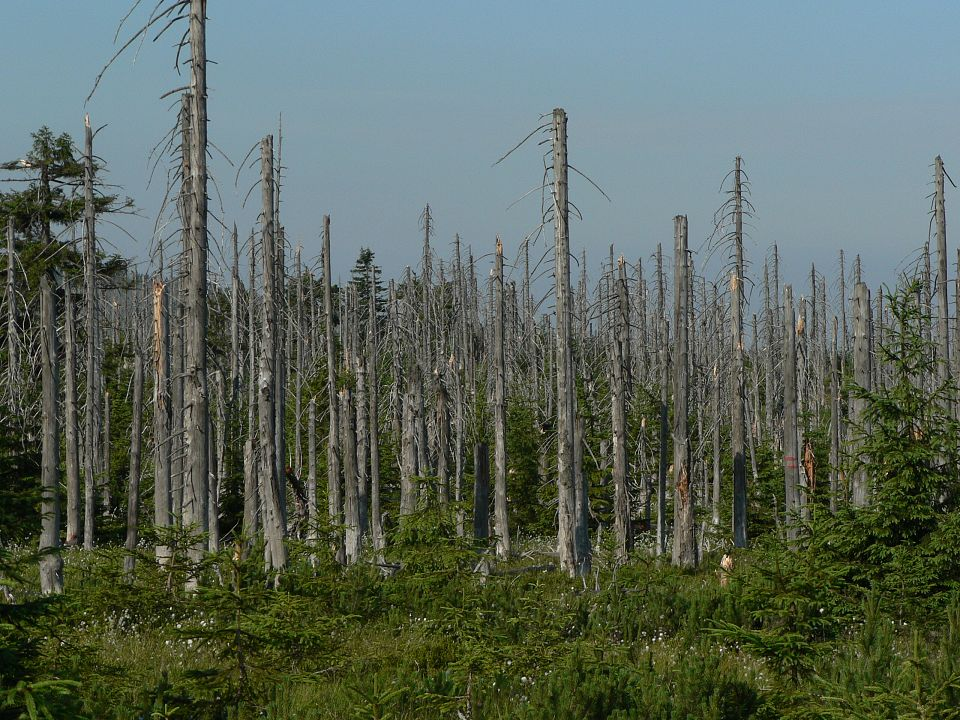

يُقصد بسقام الغابات (تُعرف أيضًا بموت الغابات، Waldsterben، وهي كلمة مستعارة من الألمانية) حالة موت أطراف الأشجار أو النباتات الخشبية، نتيجة للطفيليات أو المُمْرِضات أو بسبب ظروف مثل الأمطار الحمضية والجفاف. ترتبط نقطتان من نقاط التحول التسعة في التغيرات المناخية الرئيسية المتنبأ بها في القرن المقبل ارتباطًا مباشرًا بسقام الغابات.

## التعريف
يشير مصطلح سقام الغابات إلى ظاهرة فقدان الأشجار لصحتها ووفاتها دون سبب واضح. تُعرف هذه الحالة أيضًا باسم تدهور الغابات، وتلف الغابات، وسقام غطاء الشجر، وسقام حامل الأشجار (أيضًا باسم موت الغابات Waldsterben، ومرض الغابات Waldschaden، وهي كلمات مستعارة من الألمانية). يصيب السقام عادة أنواع فردية معينة من الأشجار، ولكنه قد يصيب أيضًا أنواع متعددة منها. تموت الأشجار والنباتات الخشبية نتيجة لمجموعة معقدة من العوامل تشمل الطفيليات؛ مثل الفطريات والخنافس، والتلوث؛ مثل الأمطار الحمضية والمركبات العضوية، والجفاف. يمكن للأمراض والآفات، على نحو شديد السهولة، أن تقتل مجموعات كبيرة من الأشجار، ولكن الفقدان المبكر والمتدرج لمجموعات من الأشجار دون سبب واضح أو محدد يعرف باسم سقام الغابات. يُعد السقام حدثًا عرضيًا. يتخذ السقام العديد من المواقع والأشكال. يمكن أن يكون على طول المحيط، عند ارتفاعات محددة، أو مشتتًا في جميع أنحاء النظام البيئي للغابات.
يتميز سقام الغابات بالعديد من الأعراض مثل: سقوط الأوراق العادية والأوراق الإبرية، وتغيير لون الأوراق العادية والإبرية، وترقق تيجان الأشجار، ووفاة مجموعات أشجار تتبع عصر معين، وتغيرات في جذور الأشجار. يتخذ سقام الغابات العديد من الأشكال الديناميكية. من الممكن أن تُظهر مجموعة من الأشجار أعراضًا غير قوية، ونشاطات متطرفة، أو تموت في الحال. قد يُنظر إلى تدهور الغابات على أنه نتيجة استمرار حدوث سقام شديد وواسع النطاق لأنواع متعددة من الأشجار في الغابة. يوصف التدهور الحالي للغابات عن طريق النمو السريع في الأشجار الفردية، وحدوث ذلك في أنواع مختلفة من الغابات، وطول المدة (أكثر من 10 سنوات)، وحدوث ذلك في أنحاء المدي الطبيعي للأنواع المصابة.

## نبذة تاريخية
أُجريت بحوث كثيرة في ثمانينات القرن العشرين عندما حدث سقام حاد في ألمانيا وشمال شرق الولايات المتحدة. كانت السقامات السابقة محدودة إقليميًا، ولكن ابتداءً من نهاية سبعينات القرن العشرين حدث تدهور في غابات أوروبا الوسطى وأجزاء من أمريكا الشمالية. كان تلف الغابات في ألمانيا مختلفًا، لأن التدهور كان حادًا، إذ امتد إلى ما يصل نحو 50% من الأشجار، لأكثر من خمس سنوات، وانتشر على نطاق واسع بين أنواع الأشجار. ارتفعت عدد الأشجار المصابة من 8% في عام 1982 إلى 50% في عام 1984 وبقيت على نحو 50% حتى عام 1987. اقتُرحت فرضيات كثيرة لهذا السقام، انظر أدناه.
كان الجفاف والحرارة (الإجهاد الحراري) من العوامل المسببة في العديد من حالات سقام الغابات. تنتشر هذه الحالة في المناطق شبه القاحلة، وتعاني الأشجار بالفعل من الإجهاد بسبب التَجفاف. وردت تقارير عن حدوث حالات سقام تتراوح معدل وفيات الأشجار فيها بنسبة 50% بين أنواع متعددة من الأشجار في قارة أفريقيا وآسيا وأوروبا وأمريكا الشمالية وأمريكا الجنوبية والوسطى وأستراليا. حدثت السقامات البارزة المرتبطة بالجفاف على الصعيد العالمي منذ سبعينات القرن العشرين وحتى العقد الأول من القرن الحادي والعشرين. بعض السقامات ذات الصلة بالجفاف حدثت قبل ذلك، على سبيل المثال، أُبلغ عن معدل وفيات أشجار بلغ نحو 23% في الفترة ما بين عامي 1945 و1993 في أفريقيا بالسنغال. الأشجار المجهدة بسبب الجفاف والحرارة أكثر عرضة للطفيليات.
في أمريكا الشمالية كان هناك خمسة سقامات بارزة لأشجار الخشب الصلب في القرن العشرين. حدثت هذه السقامات مع نضوج الغابة ودامت كل واحدة منها نحو أحد عشر عامًا. حدث أكثر سقامات الغابات المعتدلة حدة في أشجار السندر وأشجار القَضْبان الأصفر. الأنواع الأخرى هي أشجار الدردار، والسنديان، والقيقب. شهدت أشجار السندر وأشجار القَضْبان الأصفر واقعة سقام بدأت بين عامي 1934 و1937، وانتهت بين عامي 1953 و1954. تبع ذلك ظهور موجة غريبة النمط لأول مرة في المناطق الجنوبية وانتقلت إلى المناطق الشمالية. ظهرت موجة ثانية بين عامي 1957 و1965 في شمال كيبك. شهدت أشجار القيقب السكري موجة من السقام في أجزاء من الولايات المتحدة خلال ستينيات القرن العشرين. حدثت موجة ثانية، في المقام الأول، في كندا خلال ثمانينات القرن العشرين، ولكنها وصلت أيضًا إلى الولايات المتحدة. حُللت هذه السقامات عدديًا لاستبعاد الوفيات الطبيعية للأشجار. من المفترض أن الغابة الناضجة تكون أكثر عرضة للضغوط البيئية الشديدة.
تُعد المُمْرِضات مسؤولة عن العديد من السقامات. من الصعب عزل وتحديد أي المُمْرِضات هي المسؤولة وكيفية تفاعلها مع الأشجار. على سبيل المثال، حُدد فوموبسيس أزاديراختا، وهو فطر من جنس فوموبسيس، بوصفه مسؤولًا عن السقام في أشجار النيم الشائع في مناطق الهند. تُعد شجرة النيم شجرة شديدة القسوة ومقاومة للجفاف، ولها خصائص مضادة للفطريات ومضادة للبكتيريا، لكنها لا تزال تحمل العديد من الأمراض. تُصيب مُمْرِضات مختلفة كل جزء من أجزاء الشجرة: الأغصان والبراعم والأوراق والجذور واللحاء. عزل العلماء كلا من الفطريات والسموم. حدد العلماء المُمْرِضات في أنسجة كل الأشجار المصابة. تتطلب المعرفة الصحيحة بكيمياء السموم ودورها في المُمْرِضات إجراء المزيد من الأبحاث. يعتبر بعض الخبراء السقام مجموعة من الأمراض ذات الأصول غير المفهومة فهمًا كاملًا والتي تتأثر بعوامل تجعل الأشجار المجهدة عرضة للانتهاك.
مرض الموت الأقصى هو مرض يصيب أشجار هرتييرا فوميز، النوع الغالب من أشجار المنغروف التي تنمو في غابة سونداربانس. أصبح هذا المرض أكثر انتشارًا منذ تقريبًا عام 1970 وقد يكون مرتبطًا بزيادة تركيز المعادن الثقيلة في المواد المترسبة في دلتا نهر الغانج.

## تغير المناخ العالمي
تُعد التغيرات في متوسط درجات الحرارة السنوية والجفاف من العوامل الرئيسية المساهمة في سقام الغابات. مع انبعاث المزيد من الكربون من الأشجار الميتة، وعلى نحو خاص، غابات الأمازون وغابات تايغا، يزداد انبعاث الغازات الدفيئة في الغلاف الجوي. ازدياد مستويات الغازات الدفيئة يزيد درجة حرارة الغلاف الجوي. تتعزز حلقة التغذية المرتدة وتحدد التكيفات البيولوجية بقاء الأنواع. تختلف التوقعات المتعلقة بسقام الغابات، ولكن خطر تغير المناخ العالمي لن يؤدي إلا إلى زيادة معدل السقام.
لا يعرف العلماء نقاط التحول الدقيقة لتغير المناخ ولا يمكنهم إلا تقدير النطاقات الزمنية. عندما نصل إلى نقطة تحول-العتبة الحرجة- يمكن أن يكون لتغير طفيف في النشاط البشري عواقب طويلة المدى على البيئة. ترتبط نقطتان من نقاط التحول التسعة في التغيرات المناخية الرئيسية المتنبأ بها في القرن المقبل ارتباطًا مباشرًا بسقام الغابات. يخشى العلماء أن يؤدي سقام غابة الأمازون المطيرة وسقام غابة تايغا دائمة الإخضرار إلى نقطة تحول في السنوات الخمسين القادمة.